# Tahoma (lettertype)
Tahoma is een schreefloos lettertype ontworpen door Matthew Carter voor Microsoft Corporation in 1994 en werd samen met lettertype Verdana geleverd bij eerste uitgaven van Windows 95.
Tahoma is heel vergelijkbaar met Verdana, maar met een smallere 'body', minder elegante bogen, nauwere letterspatiëring, en een meer complete unicode karakterset. Aanvankelijk was Tahoma ontworpen als 'bitmap font'. Daardoor is de vette lettersoort van Tahoma erg vet doordat de pixelbreedte dubbel is, en dus hetzelfde als extra vet.
Hoewel soms vergeleken met lettertype Frutiger bekent Matthew Carter in een interview dat er meer gelijkenis is met zijn vroegere lettertype Bell Centennial. Tahoma is het standaard schermlettertype in Windows 2000, Windows XP en Windows Server 2003 en verving MS Sans Serif. Het wordt vaak gekozen als een alternatief voor Arial. Het is ook gebruikt door Sega, in haar Dreamcast console.
Het lettertype Tahoma is vernoemd naar de oorspronkelijke Amerikaanse naam voor de vulkaan Mount Rainier (Mount Tahoma).

## Niet-Microsoft-besturingssystemen
Lettertype Tahoma is opgenomen in Mac OS X sinds Tiger (10.5). Deze releases bevatten ook andere voormalig 'Microsoft-only' lettertypen als MS Sans Serif, Arial Unicode en Wingdings.

## Externe links

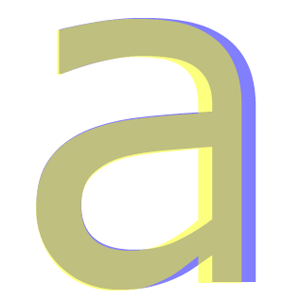
Het verschil tussen Tahoma (geel) en Verdana (blauw)